# Saison 17 de Section de Recherches
Chronologie
Saison 16
Cet article présente les épisodes de la dix-septième saison de la série télévisée Section de recherches.

## Distribution

### La brigade
- Xavier Deluc : commandant à la retraite Martin Bernier
- Franck Sémonin : lieutenant Lucas Auriol
- Fabienne Carat : commandant Jeanne Lorieux
- Félicité Chaton : adjudant Victoire Cabral, dite « Vicky »

## Liste des épisodes

### Épisode 1:Le 12ème passager - Partie 1
- Belgique : 2024 sur La Une
- Suisse :
- France : 5 septembre 2024 sur TF1

- Jeremy Banster : Alain Moreau
- Jean-François Cayrey : Jean Vannier
- Daniely Francisque : Nicole Vannier
- Philypa Phoenix : Héloïse Chattel / Stéphanie Tramis
- Adher Gabeulet : Bruno Navarre
- Elisa Erka : Marine Bonnière
- Hakim Faris : Simon Manouchian
- Olivier Levesque : Cyril

### Épisode 2:Le 12ème passager - Partie 2
- Belgique : 2024 sur La Une
- Suisse :
- France : 5 septembre 2024 sur TF1

- Jeremy Banster : Alain Moreau
- Jean-François Cayrey : Jean Vannier
- Daniely Francisque : Nicole Vannier
- Philypa Phoenix : Héloïse Chattel / Stéphanie Tramis
- Adher Gabeulet : Bruno Navarre
- Elisa Erka : Marine Bonnière
- Hakim Faris : Simon Manouchian
- Olivier Levesque : Cyril